# Stora Alvaret
Stora Alvaret (en sueco: [ˈstǔːra ˈâlːvarɛt]; "el Gran Alvar") es un alvar, una terraza de piedra caliza estéril, en la mitad sur de la isla de Öland, Suecia. Stora Alvaret es una extensión en forma de daga de casi 40 kilómetros de largo y unos 10 kilómetros en su extremo norte más ancho. La superficie de esta formación supera los 260 kilómetros cuadrados, lo que la convierte en la mayor extensión de este tipo en Europa y comprende más de una cuarta parte de la superficie de la isla.
Debido al delgado manto del suelo y los altos niveles de pH, se encuentra una gran variedad de vegetación que incluye numerosas especies raras . Stora Alvaret no carece de árboles, contrariamente a una idea errónea común; de hecho, contiene una variedad de árboles raquíticos, parecidos a los de un bosque pigmeo.
Stora Alvaret se incluye en el paisaje agrícola de la UNESCO del sur de Öland, 56,323 ha, que fue designado Patrimonio de la Humanidad por su extraordinaria prehistoria.

## Orígenes geológicos
La llanura calcárea se creó por la acción de los glaciares a partir de los primeros avances de la edad de hielo. La propia formación caliza se creó hace unos 500 millones de años en mares más meridionales. La caliza de Stora Alvaret, que se endureció gradualmente hasta convertirse en piedra caliza y derivó hacia el norte, contiene un rico registro fósil de algunas de las criaturas marinas que contribuyeron a su formación. Por ejemplo, las ortoceras se encuentran en algunas de las estructuras actuales de la isla.
Solo hace 11.000 años que las primeras porciones de la isla de Öland emergieron del mar Báltico, después de que la sobrepresión de los últimos glaciares se aliviara con el deshielo. Durante los siguientes miles de años, se derritió más hielo y la primera ola de grandes mamíferos, incluidos los humanos, migró a través del puente de hielo desde tierra firme. Finalmente, se formó un delgado manto de suelo (solo dos centímetros en el más profundo) por la colonización de plantas de la piedra caliza desnuda y alguna deposición impulsada por el viento, para crear la formación alvar del presente. En muchos lugares, la piedra caliza no tiene suelo alguno.

## Hombre prehistórico

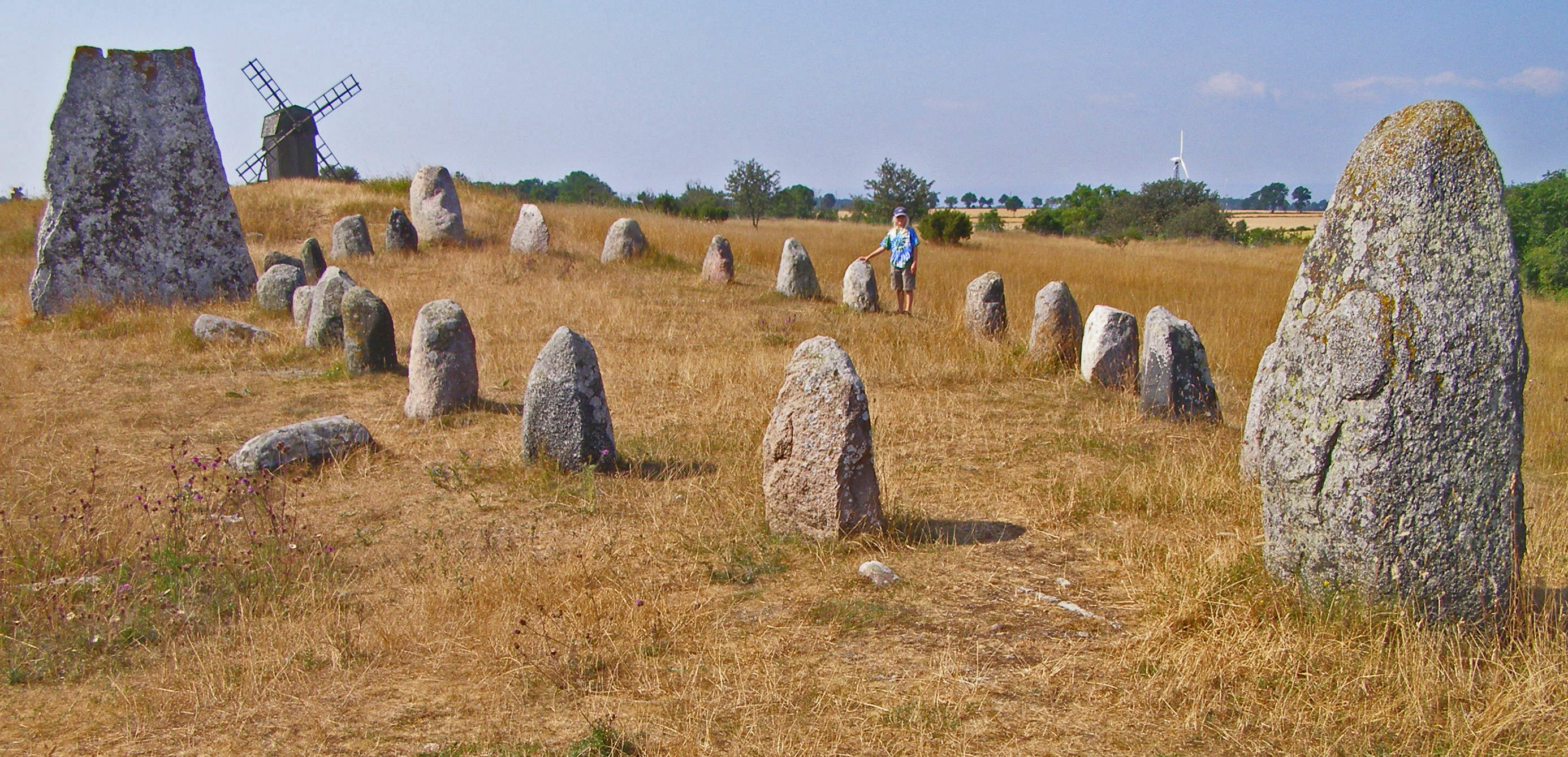
Campo de tumbas de Gettlinge, Öland, Suecia, con piedras en pie que forman un barco vikingo de piedra.

El asentamiento paleolítico temprano más conocido se encuentra en Alby, situado en la costa este de la isla, donde las excavaciones han revelado vestigios de cabañas de madera alrededor de una laguna prehistórica. Los artefactos recuperados incluyen evidencia de osos, martas, focas y marsopas, pero también revelan tecnologías de caza y recolección a través del descubrimiento de lanzas de hueso, arpones de asta de alce y pedernal .
Abundan las evidencias de fortificaciones posteriores, incluido el sitio más conocido de Eketorp . En la Edad del Bronce y en la primera parte de la Edad del Hierro, se ejerció una presión extrema sobre las limitadas especies de árboles que crecían en Stora Alvaret y sus márgenes. Jannson sugiere que esta desaparición de árboles provocó una misteriosa evaporación de humanos alrededor del año 500 d. C., que está documentada en Eketorp y otros sitios. Es estimulante imaginar que la población humana expandida pudo haber excedido ll capacidad de carga de este lugar alrededor del año 500 d. C. Más tarde, alrededor del 800 al 1000 d. C., aparecieron varios asentamientos vikingos en los márgenes de Stora Alvaret.

## Ecología

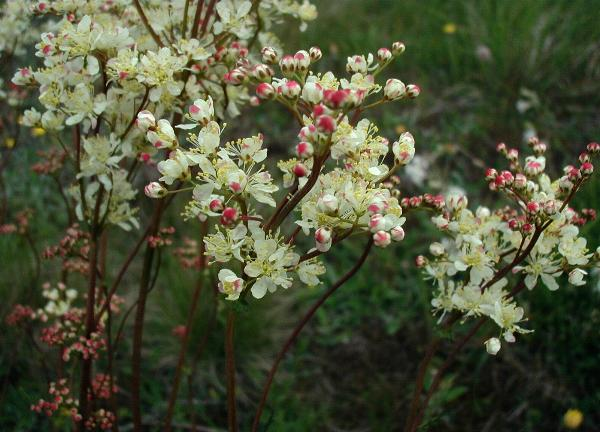
Planta de Filipendula vulgaris (Dropwort) que se encuentra en Stora Alvaret.

El primer estudio científico documentado de la biota de Stora Alvaret se produjo en el año 1741 con la visita de Linneo. Escribió sobre este inusual ecosistema: "Es notable cómo algunas plantas son capaces de prosperar en los lugares más secos y áridos del alvar". Algunas especies relictas de la época glacial se encuentran entre la paleta de flora de Stora Alvaret. En el ecosistema del suelo calcáreo se encuentra una gran variedad de flores silvestres y otras plantas. Algunas de las especies que se pueden encontrar son la hierba de la piedra, la hierba de la gota, la Artemisia oelandica (endémica de Öland), la cinquefoil de los arbustos, la orquídea manchada común y la veza del riñón. La mayoría de estas flores silvestres florecen de mayo a julio.
Numerosos pastos se encuentran en este alvar incluyendo la Arrhenatherum y festuca de oveja ; Como cabría esperar de la presencia de orquídeas, en Stora Alvaret crecen muchos hongos, como Hygrocybe persistens y Lepiota alba. Aunque el alvar aquí es conocido por sus condiciones severamente secas, hay algunos humedales estacionales y charcas primaverales, en particular el área de la laguna vestigial al noroeste del pueblo de Alby.

## Logística práctica
Stora Alvaret está limitada al este, al oeste y al sur por la carretera pública perimetral de dos carriles que circunvala toda la isla. En varias latitudes hay carreteras menos mejoradas que discurren de este a oeste y se introducen directamente en Stora Alvaret. Pequeñas aldeas como Stora Vickleby, Gettlinge, Grönhögen, Hulterstad, Alby, Triberga y Vället se encuentran al margen de Stora Alvaret a lo largo de la carretera perimetral. Hay menos pueblos y más pequeños dentro de la propia extensión del alvar: Möckelmossen, Solberga y Flisås, por ejemplo. Algunos de los pueblos antiguos están totalmente desiertos, como Dröstorp. En el extremo sur de Stora Alvaret se encuentra Ottenby, una histórica granja de caza real y ahora una reserva natural.